# Сердце моё
«Сердце моё» (англ. The Heart of Me) — английская драма 2002 года режиссёра Таддеуша О’Салливана. Премьера состоялась 6 сентября 2002 года на международном кинофестивале в Торонто.

## Сюжет
В 1934 году, после смерти отца, порядочная и чопорная домохозяйка Мэделин приглашает свою упрямую сестру Дайну присоединиться к ней и её мужу Рики в их элегантном лондонском доме. У пары есть сын по имени Энтони. Мадлен всегда ревновала к Дайне, художнице-авангардистке, которая часто пугала своими поступками консервативную мать. 
Мэделин пытается устроить личную жизнь Дайны и обручить её с красивым мужчиной. Затем Дайна объявляет о своей помолвке на семейном ужине. Но позже в тот же вечер Рики, который неравнодушен к Дайне, просит её разорвать помолвку. Со временем у них завязывается роман. Но всё долгое время остаётся втайне от окружающих. Даже когда Дайна беременеет, они не хочет, чтобы распался брак её сестры и возлюбленного. Рики остаётся жить с Мэделин, а Дайна и её близкая подруга Брайди готовятся к рождению ребёнка.
У Дайны рождается мёртвый ребёнок (дочь). После пережитого потрясения он решает завершить роман с Рики. Боясь потерять любимую, он приходит в отчаяние. Правда, по-прежнему скрывает свои истинные чувства от Мэделин. Но та через несколько месяцев получает письмо от Брайди, в котором в подробностях рассказывается о внебрачном романе. 
Чувства Рики не угасли. О всё время думает о Дайне. В конце концов они снова встречаются и роман возрождается с новой силой. Рики преображается. Он становится более решительным и заявляет жене, что уходит от неё. Её протесты, слёзы и угроза запрета на встречи с сыном не останавливают его. 
Первое время Рики и Дайна живут счастливо. Однако вскоре на улице у Рики случается приступ. Его срочно отправляют в больницу. Дайна сначала оставалась в неведении, а потом к ней пришла мать и потребовала не вмешиваться. А ещё через некоторое время мать сестёр уверяет выздоравливающего Рики, что Дайна уехала во Францию. Примерно в это же время к Дайне домой приходит Мэделин и убедительно объясняет, что пошедший на поправку Рики вернётся к ней. И Рики, и Дайна, после некоторых колебаний, верят обману.
Влюблённые встречаются снова только через несколько месяцев, когда Дайна вынуждена покинуть квартиру, которую оплачивал Рики. Он с ужасом узнаёт, что она никуда не уезжала. Дайна, которой до этого сказали, что Мэделин беременна, слишком обижена, чтобы продолжать близкие отношения. 
Во время Второй мировой войны на фронте гибнет Энтони, а Рики находит свою смерть во время одной из бомбардировок Лондона.
После завершения войны сёстры вновь встречаются. Следуют непростые объяснения. Но в конце концов происходит примирение. Мэделин знакомит Дайну со своей дочерью.

## В ролях
| Актёр               | Роль           |
| ------------------- | -------------- |
| Хелена Бонэм Картер | Дина           |
| Пол Беттани         | Рикки          |
| Оливия Уильямс      | Мэделин        |
| Элеанор Брон        | миссис Беркетт |
| Эллисон Рейд        | Брайди         |
| Люк Ньюберри        | Энтони         |

## Награды и номинации
- 2002 — премия «Viareggio EuropaCinema» в категории «Лучший актёр» (Пол Беттани).
- 2003 — «Премия британского независимого кино» в категории «Лучшая актриса» (Оливия Уильямс) и номинация на премию в категории «Лучшая актриса» (Хелена Бонэм Картер).

## Отзывы
Фильм получил смешанные отзывы кинокритиков. На сайте Rotten Tomatoes у фильма 50 % положительных рецензий из 60. На Metacritic — 53 балла из 100 на основе 24 рецензий. Роджер Эберт оценил фильм в 3 звезды из 4-х.